# دونالد وودز (صحفي)
دونالد وودز (بالإنجليزية: Donald Woods)‏ هو صحفي جنوب أفريقي، ولد في 15 ديسمبر 1933 في Hobeni ‏ في جنوب أفريقيا، وتوفي في 19 أغسطس 2001 في لندن في المملكة المتحدة بسبب سرطان.

## وصلات خارجية
- دونالد وودز على موقع IMDb (الإنجليزية)
- دونالد وودز على موقع مونزينجر (الألمانية)
- دونالد وودز على موقع قاعدة بيانات الفيلم (الإنجليزية)